# Almir Turković
Almir Turković (* 3. November 1970 in Sarajevo) ist ein ehemaliger bosnisch-herzegowinischer Fußballspieler und Trainer.

## Als Spieler

### Verein
Turković begann seine Karriere bei FK Sarajevo und ging dann weiter zu SK Vorwärts Steyr nach Österreich. Anschließend spielte er für den mexikanischen Verein UANL Tigres und gewann dort 1996 die Copa México. Anschließend war er in erneut für den FK Sarajevo,  NK Zadar und NK Osijek aktiv, ehe es Turković 2002 nach Japan zu Cerezo Osaka zog. Hajduk Split, NK Osijek und FK Sarajevo waren bis zu seinem Karriereende 2008 die erneuten Vereine.

### Nationalmannschaft
Von 1995 bis 2003 bestritt Turković insgesamt 11 Partien für die bosnisch-herzegowinische A-Nationalmannschaft, einen Treffer konnte er dabei nicht erzielen.

### Erfolge
- Mexikanischer Pokalsieger: 1996
- Bosnisch-herzegowinischer Pokalsieger: 1997
- Kroatischer Pokalsieger: 2003
- Kroatischer Meister: 2004, 2005
- Kroatischer Superpokalsieger: 2005
- Bosnisch-herzegowinischer Meister: 2007

## Als Trainer
Nach seinem Karriereende war er von 2008 bis 2010 Co-Trainer des FK Sarajevo und betreute in der Saison 2018/19 dessen U-17-Mannschaft. Nach einem Herzinfarkt ist er aktuell nur noch als Scout für den Verein unterwegs.